# Балка Ракова
Балка Ракова — балка (річка) в Україні у Вознесенському районі Миколаївської області. Ліва притока річки Південного Бугу (басейн Південного Бугу).

## Опис
Довжина балки приблизно 10,94 км, найкоротша відстань між витоком і гирлом — 9,39 км, коефіцієнт звивистості річки — 1,17. Формується декількома струмками та загатами. На деяких ділянках балка пересихає.

## Розташування
Бере початок на північно-східній околиці села Степове і тече через нього. Далі тече переважно на південний захід через південно-східну частину села Ракове і впадає в річку Південний Буг.

## Цікаві факти
- Біля гирла балку перетинає автошлях Р06[3] (автомобільний шлях національного значення на території України. Проходить територією Кіровоградської та Миколаївської областей через Благовіщенське — Вознесенськ — Миколаїв.).
- У XX столітті на балці існували молочно,- свино-тваринні ферми (МТФ, СТФ) газгольдер та декілька газових свердловин[2].